# Nilgiriduva
Nilgiriduva (Columba elphinstonii) är en hotad fågel i familjen duvor som enbart förekommer i bergstrakter i södra Indien.

## Utseende och läten
Nilgiriduvan är en stor (42 cm) medlem av familjen med mestadels kastanjebrun ovansidan, grått huvud och grå undersida. På nacken syns en tydlig svartvit fläck. Stjärten är enfärgat skiffergrå. Liknande bergkejsarduvan saknar halsfläcken och har ett mörkt band över stjärtroten. Lätet beksrivs som ett högljutt "who" följt av en serie med tre till fyra djupare toner.

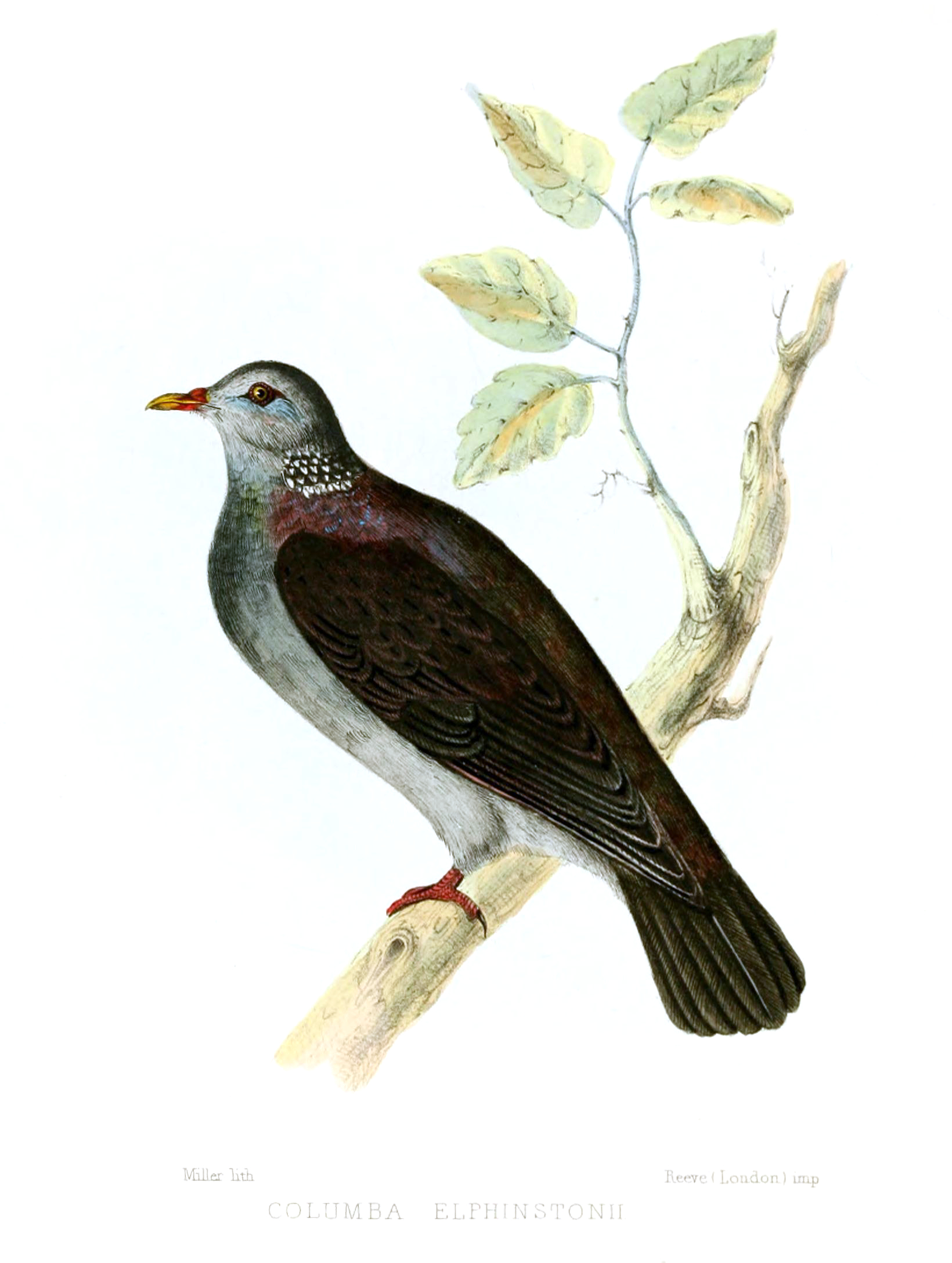
Illustration av en nilgiriduva.

## Utbredning och status
Nilgiriduvan förekommer enbart sydvästra Indien i bergskedjan Västra Ghats från norra Maharashtra till södra Kerala och västra Tamil Nadu. Den behandlas som monotypisk, det vill säga att den inte delas in i några underarter. Arten tros vara nära släkt med ceylonduvan (Columba torringtoniae) och sjalduvan (Columba pulchricollis).

## Status och hot
Nilgiriduvan har en liten världspopulation bestående av under 10.000 häckande individer. Den tros också minska i antal till följd av habitatförstörelse. Internationella naturvårdsunionen IUCN kategoriserar därför arten som sårbar.

## Namn
Fågelns vetenskapliga artnamn hedrar den skotske diplomaten Mountstuart Elphinstone (1779-1859), som bland annat var guvernör över Bombay 1819-1827. Nilgiri är namnet på en bergskkedja i sydvästra Indien.